# Let There Be Blood
Let There Be Blood è il nono album in studio della band thrash metal statunitense Exodus pubblicato nel 2008.
Si tratta di una riregistrazione dell'album d'esordio, Bonded by Blood del 1985, a cui è stato aggiunto un rifacimento di Hell's Breath, brano contenuto in uno dei primi demo del gruppo.

## Tracce
1. Bonded by Blood – 3:47
2. Exodus – 4:08
3. And Then There Were None – 4:08
4. A Lesson in Violence – 3:49
5. Metal Command – 4:16
6. Piranha – 3:50
7. No Love – 5:11
8. Deliver Us to Evil – 7:10
9. Strike of the Beast – 3:56
10. Hell's Breath – 2:50

## Formazione
- Rob Dukes - voce
- Gary Holt - chitarra
- Lee Altus - chitarra
- Jack Gibson - basso
- Tom Hunting - batteria